# Robert Harris (Diplomat)
Robert Malcolm Harris (* 9. Februar 1941) ist ein ehemaliger britischer Diplomat und Kolonialbeamter, der unter anderem zwischen 1997 und 2000 Gouverneur von Anguilla war.

## Leben
Robert Malcolm Harris trat in den diplomatischen Dienst (HM Foreign Service) ein und war nach verschiedenen Auslandsverwendungen unter anderem Generalkonsul in Lyon. Im Dezember 1996 übernahm er für den erkrankten Alan Hoole zunächst kommissarisch den Posten als Gouverneur (Acting Governor) des Überseegebietes Anguilla, ehe er am 29. Mai 1997 offiziell Gouverneur von Anguilla wurde. Er bekleidete dieses Amt bis zum 27. Januar 2000, woraufhin Roger Cousins den Posten kommissarisch übernahm.